# Hans Mrogala
Hans Mrogala (20. ledna 1914 Bad Münstereifel, Německé císařství – 22. listopadu 1975 Plzeň) byl těšínský výtvarník.

## Životopis
Narodil se v rodině uměleckého řezbáře a umělecké nadání zřejmě zdědil po otci. Vystudoval obchodní akademii. Po nástupu nacistů k moci utekl na Těšínsko. Nejdříve bydlel v Třinci, později v Českém Těšíně.
Po okupaci Československé republiky byl na dva roky uvězněn. Od počátku 2. světové války žil a tvořil v Českém Těšíně. Pracoval jako aranžér. Vytvořil za svůj život velké množství kreseb, akvarelů, linorytů a dospěl až k nejobtížnější technice rytin. Náměty ke své tvorbě nacházel ve svém nejbližším okolí, ve starobylém a mnohdy odcházejícím Těšíně, ve vesnicích a osadách slezského podhůří. Hrál výborně na housle.
Zemřel 22. listopadu 1975 v Plzni, ve vlaku na cestě do Německa.

## Galerie

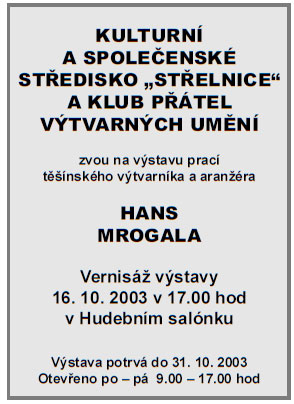
Výstava k 90.výročí narození Hanse Mrogaly
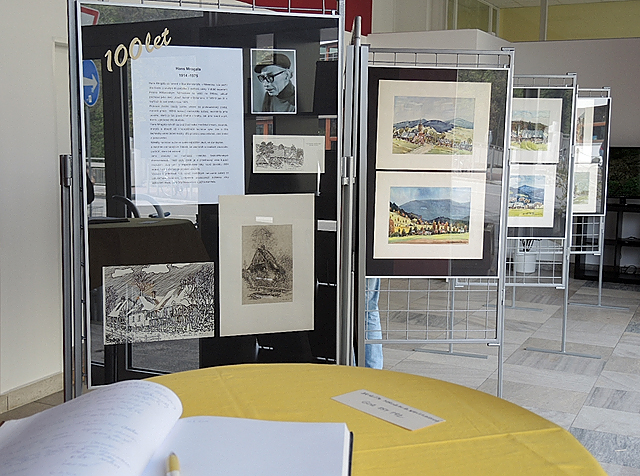
Výstava ke stému výročí narození Hanse Mrogaly
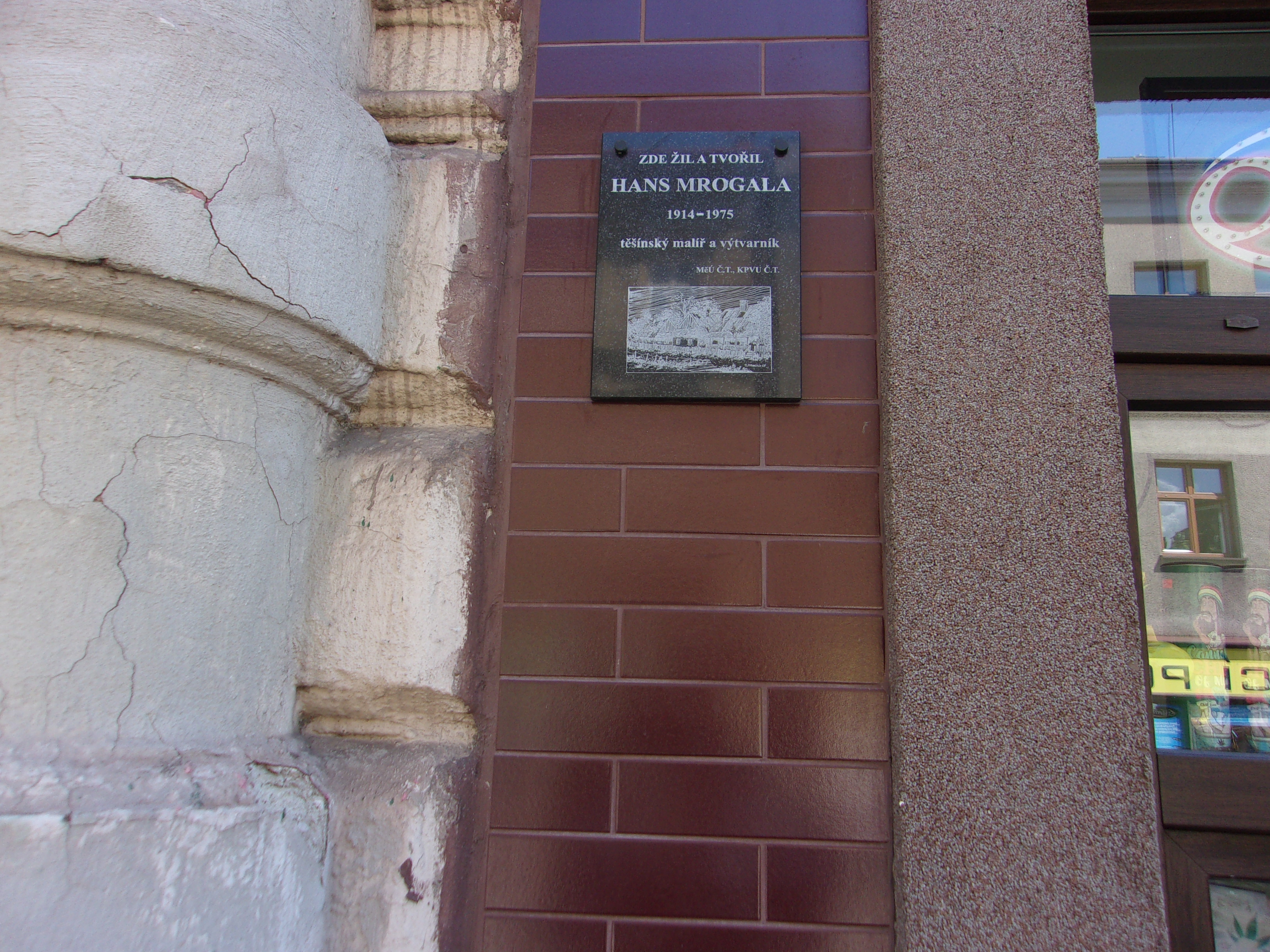
Pamětní deska na domě, kde žil Hans Mrogala
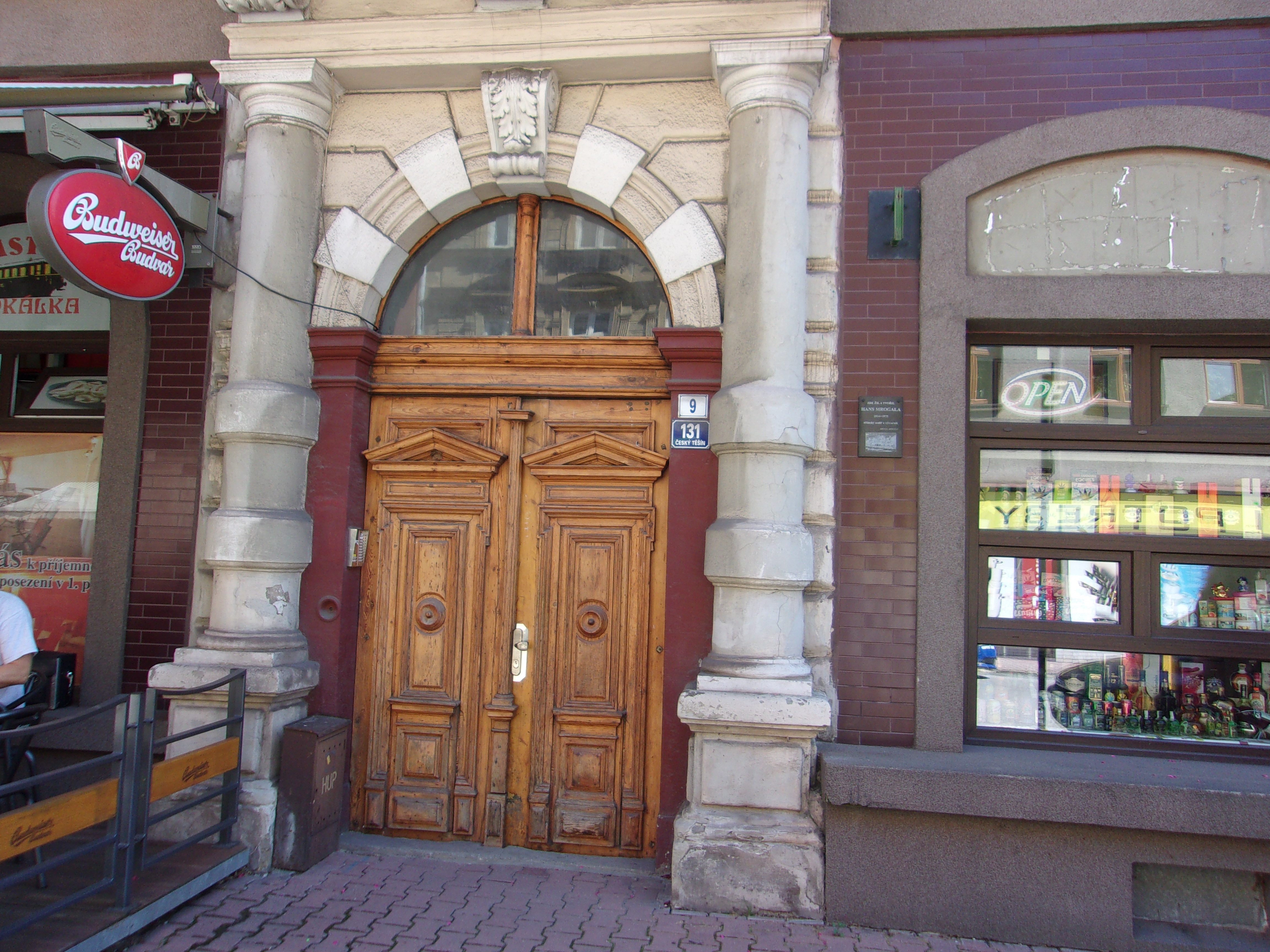
Dům v němž žil a tvořil Hans Mrogala